# Бриско, Джеральд
Флойд Джеральд «Джерри» Бриско (англ. Floyd Gerald "Jerry" Brisco; род. 19 сентября 1946, Оклахома-Сити) — бывший американский рестлер. Наиболее известен своей работой в рестлинг-промоушене WWE, где являлся закулисным продюсером, а в 1990-х годах — экранным персонажем, работая вместе с Патом Паттерсоном в роли «марионеток» персонажа мистера Макмэна (изображенного бывшим генеральным директором и председателем правления WWE Винсом Макмэном).
В 1967 году Бриско дебютировал, и на протяжении 1970-х и начала 1980-х годов, выступал на нескольких территорий National Wrestling Alliance (NWA), в частности за промоушн Championship Wrestling from Florida и Mid-Atlantic Championship Wrestling, выиграв десятки чемпионских титулов. На протяжении всей своей карьеры он выступал в команде со своим старшим братом Джеком как Братья Бриско (англ. The Brisco Brothers). В 1985 году после выхода на пенсию Бриско перешёл на закулисную роль во World Wrestling Federation (ныне WWE). Поздний всплеск его карьеры между 1997 и 2000 годами у него был вместе с другим коллегой-ветераном рестлером Пэтом Паттерсоном в роли экранной «марионетки» председателя WWE Винса Макмэна.
В 2008 году оба Бриско были введены в Зал славы WWE .

## Карьера в рестлинге

### Братья Бриско (1967—1984)

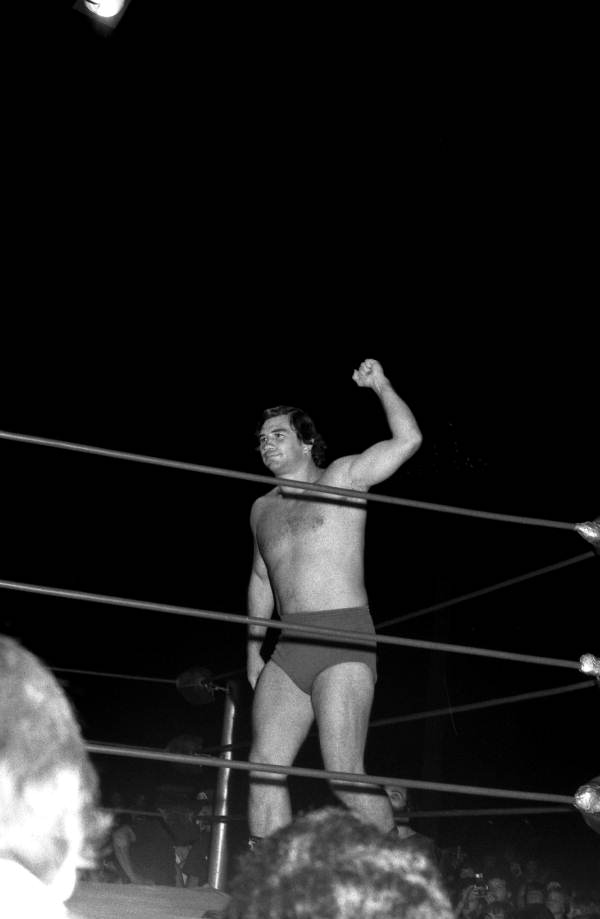
Бриско в 1979

В 1967 году Бриско тренировался у своего старшего брата Джека и дебютировал в том же году в качестве его командного партнёра, используя имя Джеральд Бриско. В течение тринадцати лет они были очень успешной командой, выигравший более двадцати чемпионских командных титулов. В 1970 году Братья Бриско прибыли во Флориду (когда Бриско стал Джерри Бриско) и в течение нескольких лет, они доминировали в одиночных забегах так и в командных дивизионах. Также в конце 1970-х годов «Бриско» открыли для себя будущую легенду профессионального рестлинга Терри Боллеа, более известного как Халк Хоган, которого они представили Хиро Мацуде для тренировок. На протяжении 1970-х годов Джерри Бриско выигрывал ряд чемпионских титулов в одиночном забеге, в числе которых стал первым обладателем титула Среднеатлантический чемпион NWA в тяжелом весе (англ. NWA Mid-Atlantic Heavyweight Championship). 20 июня 1981 года он побеждает Леса Торнтона в матче за мировое чемпионство NWA среди юниоров в тяжелом весе (англ. NWA World Junior Heavyweight Championship).
В 1983 году, работая в команде на Срединно-Атлантической территории, братья хиллтернулись против команды Мировых командных чемпионов NWA, Рикки Стимбоута и Джея Янгблада. Обе команды обменивались поясами взад и вперед, пока их вражда не достигла кульминации на первом Starrcade, когда Стимбоут и Янгблад вернули себе чемпионства. В последний раз Братья удерживали титулы в 1984 году, в конечном счете проиграв команде Ваху Макдэниела и Марка Янгблада. Вскоре после этого они покинут Срединно-Атлантический район.
Также Бриско владели миноритарными долями в промоушене Georgia Championship Wrestling. В 1984 году, недовольные направлением компании и меньшими, чем ожидалось, дивидендами, они убедили столь же недовольного мажоритарного акционера Пола Джонса предоставить им право голоса по доверенности по его акциям. Вскоре трое мужчин и Джим Барнетт продали свои акции Винсу Макмэну, что позволило ему усилить свое доминирование в мире профессионального реслинга.

### World Wrestling Federation/Entertainment/WWE (1984—2020)

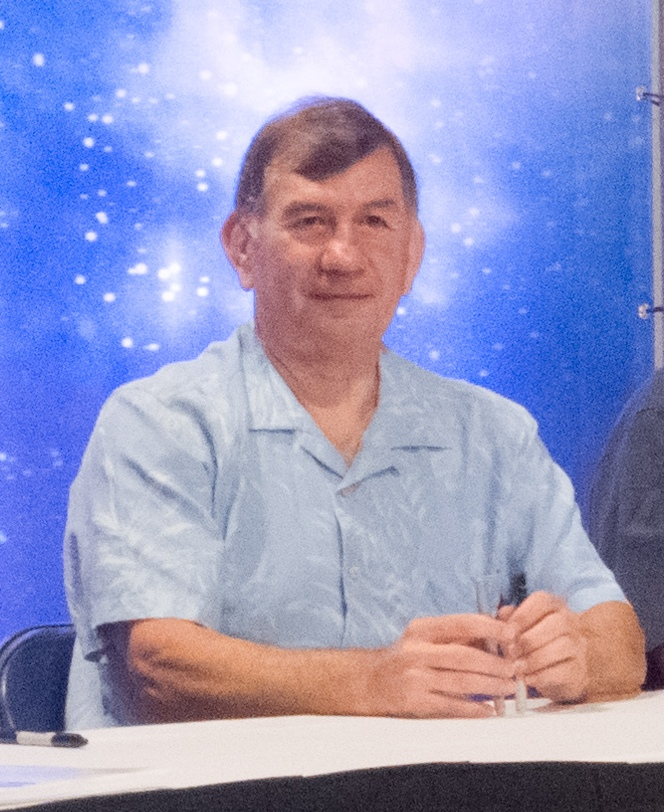
Бриско на WrestleMania Axxess в 2012 году.

Осенью 1984 года Братья пришли во Всемирную федерацию реслинга, вновь взяв на себя привычную роль фаворитов болельщиков. Они безуспешно бросили вызов соединению Север-Юг, Адриану Адонису и Дику Мердоку, за Мировое Командное чемпионство. В начале 1985 года оба мужчин уйдут с ринга. Выйдя на пенсию, Бриско начал работать за кулисами в качестве дорожного агента и букера для Mакмэна.
После Монреальской подставы 1997 года Бриско воспользовался своей дурной славой, став экранной «марионеткой» Винса Макмэна вместе с Пэтом Паттерсоном. Дуэт изобразил пару неуклюжих комичных хиллов и присоединился к Корпорации и фракции Макмахона-Хелмсли. Они высмеивали Халка Хогана (тогда работавшего на World Championship Wrestling, конкурента WWF), имитируя его фирменные жесты и используя, его старую вступительную тему «Настоящий американец».

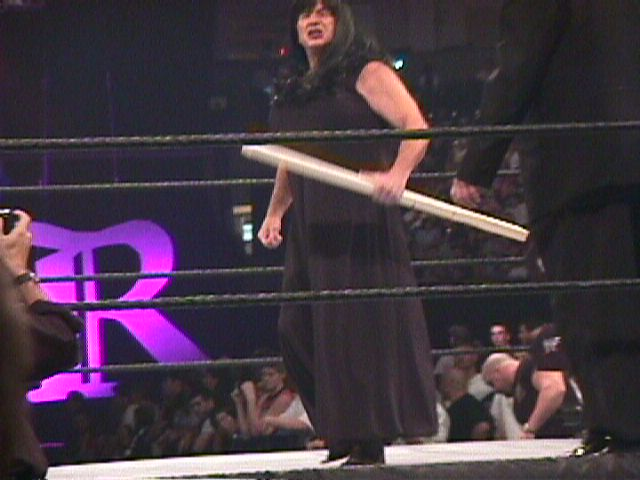
Бриско в платье на шоу King of the Ring

На эпизоде SmackDown от 18 мая 2000 года! Бриско выиграл свой первый чемпионский титул WWF, когда он прижал спящего Крэша Холли, выиграв постоянно оспариваемое Хардкорное Чемпионство. Крэш вернул себе титул 12 июня, но Бриско был полон решимости вернуть его себе. Он преследовал Холли по всему Нью-Йорку, но столкнулся с Джоном Шафтом, который согласился защитить Холли. В конце концов Бриско вернул себе титул на следующей неделе с помощью Пэта Паттерсона в разгар матча между Крэшем и его двоюродным братом Хардкором Холли.
Когда Паттерсон и Бриско праздновали победу, Паттерсон вылил шампанское Бриско в глаза, а затем разбил вторую бутылку об его голову. Затем он удержал (кейфебно) без сознания Бриско, дабы выиграть Хардкорное Чемпионство. Паттерсон прятался от Бриско в платье в женской раздевалке, и после того, как Бриско преследовал его в раздевалке, Винс Макмэн назначил им хардкорный матч за титул в вечерних платьях на шоу King of the Ring . По ходу матча Холли вмешался и удержал Паттерсона, тем самым вновь вернул себе титул.
15 июля 2005 года Бриско был включен в Зал славы профессионального реслинга Джорджа Трагоса/Лу Тесса. Он появился на Рестлмании 23 в сцене вечеринки, а также на выпуске RAW от 23 июля 2007 года. 29 марта 2008 года он и его брат Джек были введены в Зал славы WWE в ночь перед WrestleMania XXIV в Орландо, штат Флорида. В июне 2009 года Бриско перенес три инсульта. Спустя четыре месяца было объявлено, что Бриско не вернется на свою должность дорожного агента в WWE. В марте 2010 года Джерри Бриско действительно вернулся в WWE только в качестве разведчика талантов и рекрутера для бренда NXT. По словам Джима Росса, 19 октября 2011 года Бриско перенес ещё один незначительный, инсульт. Во время эпизода Raw Reunion 22 июля 2019 года Бриско удержал Пэта Паттерсона за кадром за кулисами, чтобы выиграть чемпионство WWE 24/7. Он стал третьим человеком, выигравшим как Хардкорное чемпионство WWE, так и чемпионство WWE 24/7. Вскоре после этого он проиграл этот титул Келли Келли. 15 апреля 2020 года он был уволен из WWE вместе со многими другими сотрудниками и был официально освобожден от контракта 10 сентября.

## Личная жизнь
Бриско женат на своей жене Барбары, у него есть двое сыновей по имени Уэсли (1983 г.р.), который также является профессиональным рестлером, известным как Уэс Бриско, бывший командный чемпион FCW, и Джозеф, который является аспирантом исследовательского Университета Южной Флориды. Бриско также был совладельцем автомастерской вместе со своим братом Биллом и давним партнёром Трэвисом Оллредом, известной как the Brisco Brothers Body Shop. Джек Бриско также был партнером в этом бизнесе вплоть до своей смерти в 2010 году. В июне 2016 года Бриско были включены в Национальный зал славы Чикасо . 11 августа 2018 года Бриско был введен в состав отделения NWHOF во Флориде как «Выдающийся американец».

## Другие медиа
Бриско появляется в качестве менеджера вместе с Пэтом Паттерсоном в игре WWE 2K16.
После ухода из WWE Бриско начал вести серию подкастов с Джоном Лэйфилдом

## Титулы и достижения
- Cauliflower Alley Club
  - Премия Лу Теза(2015)[15]
  - Другой лауреат (1996)

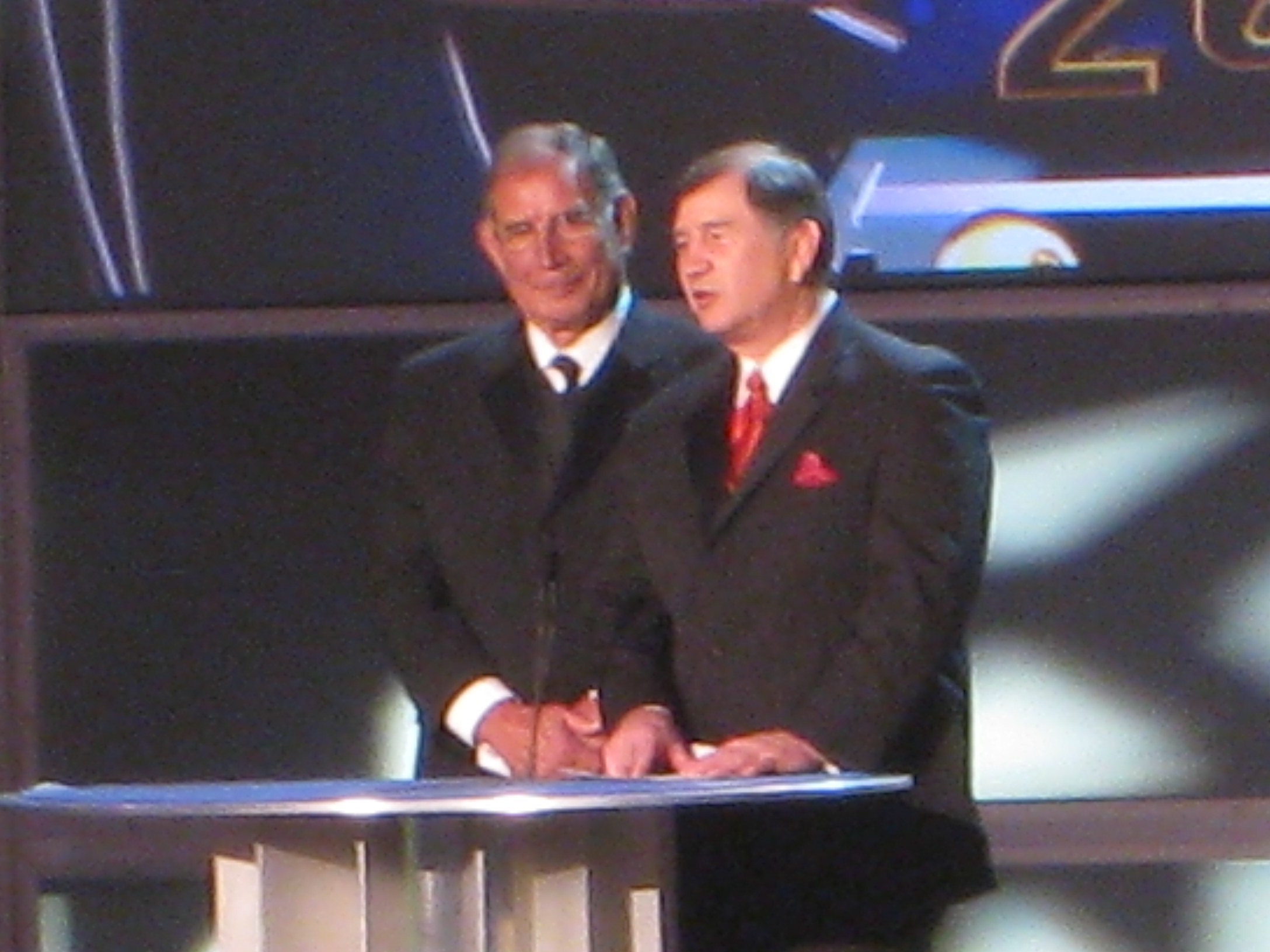
Братья Бриско (Джеральд справа) и его брат Джек введены в Зал Славы WWE в 2008 году.

- Championship Wrestling from Florida
  - NWA Florida Heavyweight Championship (1 раз)[G]
  - NWA Florida Junior Heavyweight Championship (1 раз)[G]
  - NWA Florida Tag Team Championship (8 раз) — с Джеком Бриско[G][16]
  - NWA Florida Television Championship (1 раз)[G]
  - NWA United States Tag Team Championship (версия Флориды) (2 раза) — с Джеком Бриско[G]
  - NWA North American Tag Team Championship (версия Флориды) (2 раза) — с Джеком Бриско[G]
  - NWA Southern Heavyweight Championship (версия Флориды) (3 раза)[G]
- Eastern Sports Association
  - ESA International Tag Team Championship (1 раз) — с Джеком Бриско[G]
- Зал славы рестлинга Джорджа Трагоса/Лу Теза
  - Класс 2005
- Georgia Championship Wrestling
  - NWA Georgia Tag Team Championship (5 раз) — с Бобом Бэклундом (1), Джеком Бриско (2), Оле Андерсоном (1), и Рокки Джонсоном (1)[G]
  - NWA Southeastern Heavyweight Championship (Северный дивизион) (1 раз)[Note 1][G]
  - NWA Southeastern Heavyweight Championship (версия Джорджии) (1 раз)[G]
- Mid-Atlantic Championship Wrestling
  - NWA Atlantic Coast Tag Team Championship (1 раз) — с Тандерболтом Паттерсоном[G]
  - NWA Eastern States Heavyweight Championship (3 раза)[G]
  - NWA Mid-Atlantic Heavyweight Championship (1 раз)[G]
  - NWA World Tag Team Championship (Среднеатлантическая версия) (3 раза) — с Джеком Бриско[G]
- National Wrestling Alliance
  - NWA World Junior Heavyweight Championship (1 раз)[G]
- Pro Wrestling Illustrated
  - PWI ставит его под № 54 из 100 лучших команд в номинации «PWI Years» с Джеком Бриско 2003 года.
  - PWI ставит его под № 217 в списке 500 лучших рестлеров 2003 года
- Western States Sports
  - NWA Western States Heavyweight Championship (1 раз)[G]
- World Wrestling Council
  - WWC North American Tag Team Championship (1 раз) — с Джеком Бриско[G]
  - WWC World Junior Heavyweight Championship (1 раз)[G]
- World Wrestling Federation / World Wrestling Entertainment / WWE
  - Чемпион 24/7 (1 раз)
  - Хардкорный чемпион WWF (2 раза)[G]
  - Зал Славы WWE (Класс 2008)

1. ↑  Хотя Бриско почти всегда защищался в промоушене Southeastern Championship Wrestling, он выиграл чемпионство, работая над кардом, размещенной Georgia Championship Wrestling благодаря рабочим отношениям между двумя промоушенами.